# Cattedrale di Strängnäs
La cattedrale di Strängnäs (in svedese: Strängnäs domkyrka) è la cattedrale luterana di Strängnäs, in Svezia, e sede della diocesi di Strängnäs.

## Storia
La prima chiesa della città è stata costruita in legno, probabilmente durante i primi decenni del XII secolo, ed era un luogo dove si svolgevano riti pagani ed era stato ucciso il missionario di Sant'Eskil a metà dell'XI secolo. La chiesa di legno è stata poi sostituita da una chiesa gotica in mattoni nel XIII secolo, quando la città di Strängnäs era divenuta sede di una diocesi. La chiesa fu consacrata nel 1291, ma il lavoro è continuato durante i secoli successivi: nel 1342 furono completate le navate e nel XV secolo venne aggiunto il coro.

## Descrizione
La cattedrale è a tre navate poste tra un coro a est e una torre ovest. La navata e il presbiterio sono coperti con volte. Il coro è circondata da cappelle laterali, di cui quella a nord ospita la sacrestia. La torre a ovest misura 96 metri di altezza ed è stata costruita nel 1740. Tra la torre e la navata rimangono vestigia della porta della chiesa originaria.

## Galleria d'immagini

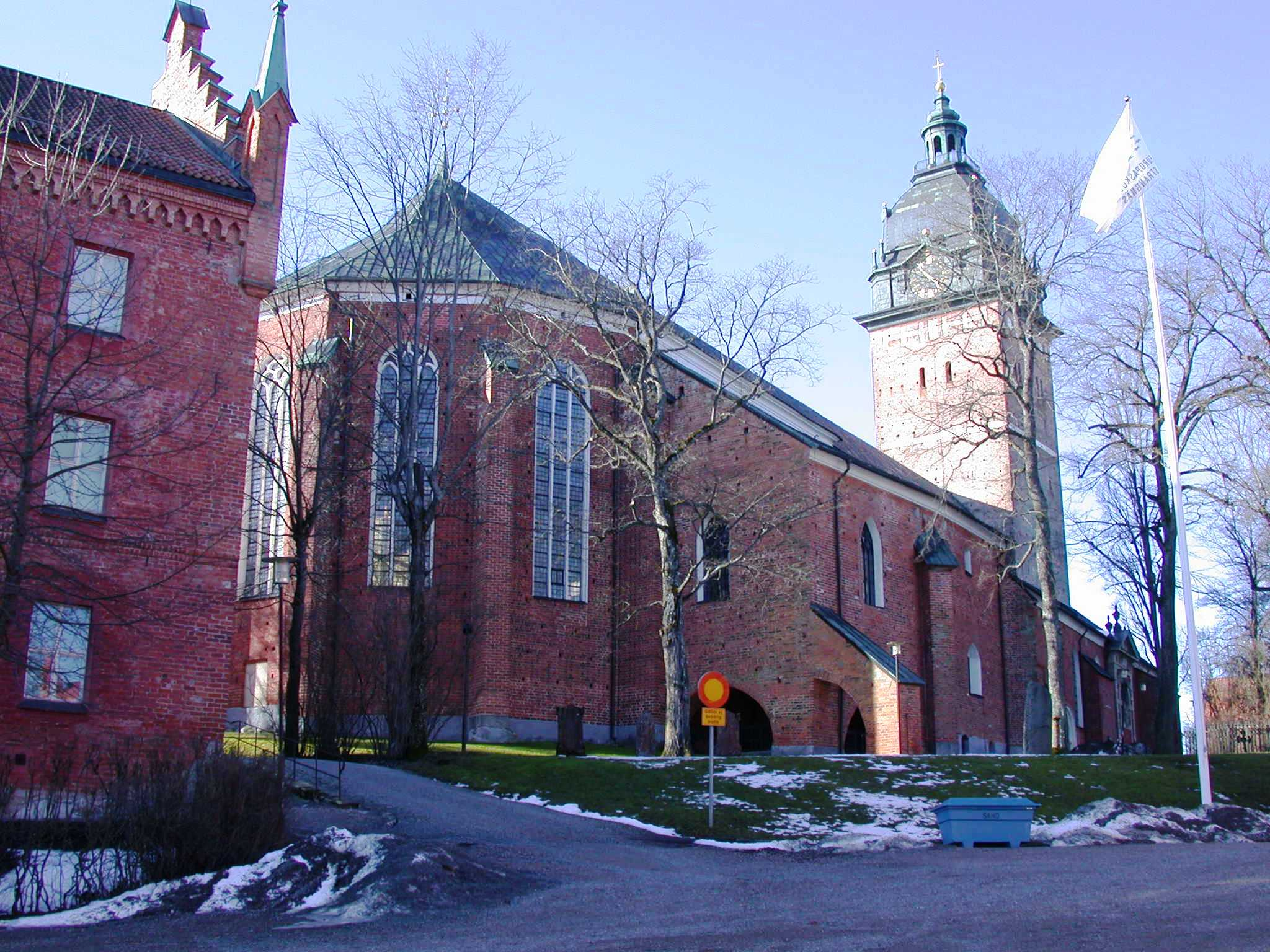
Vista nord-est
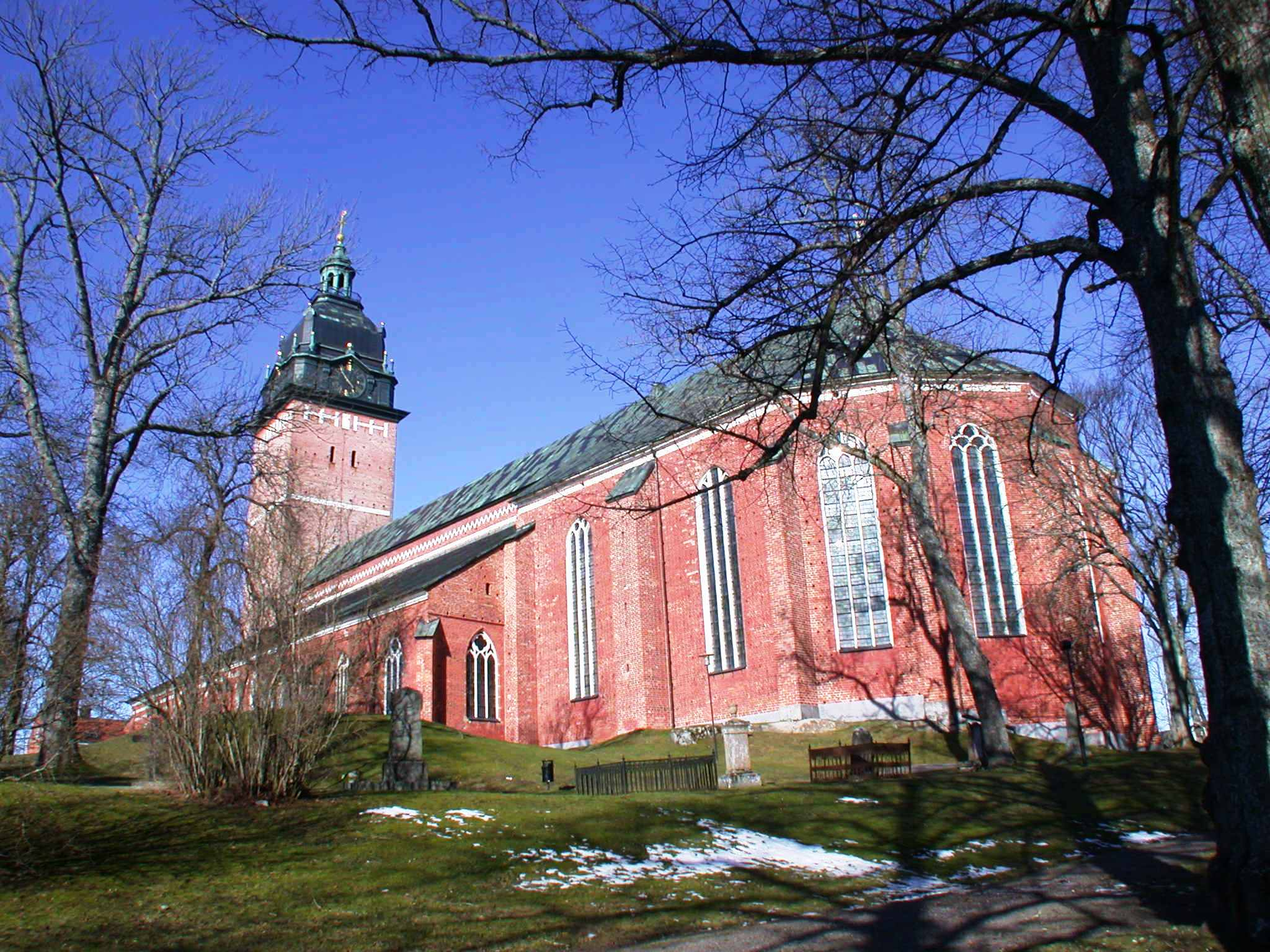
Vista sud-est
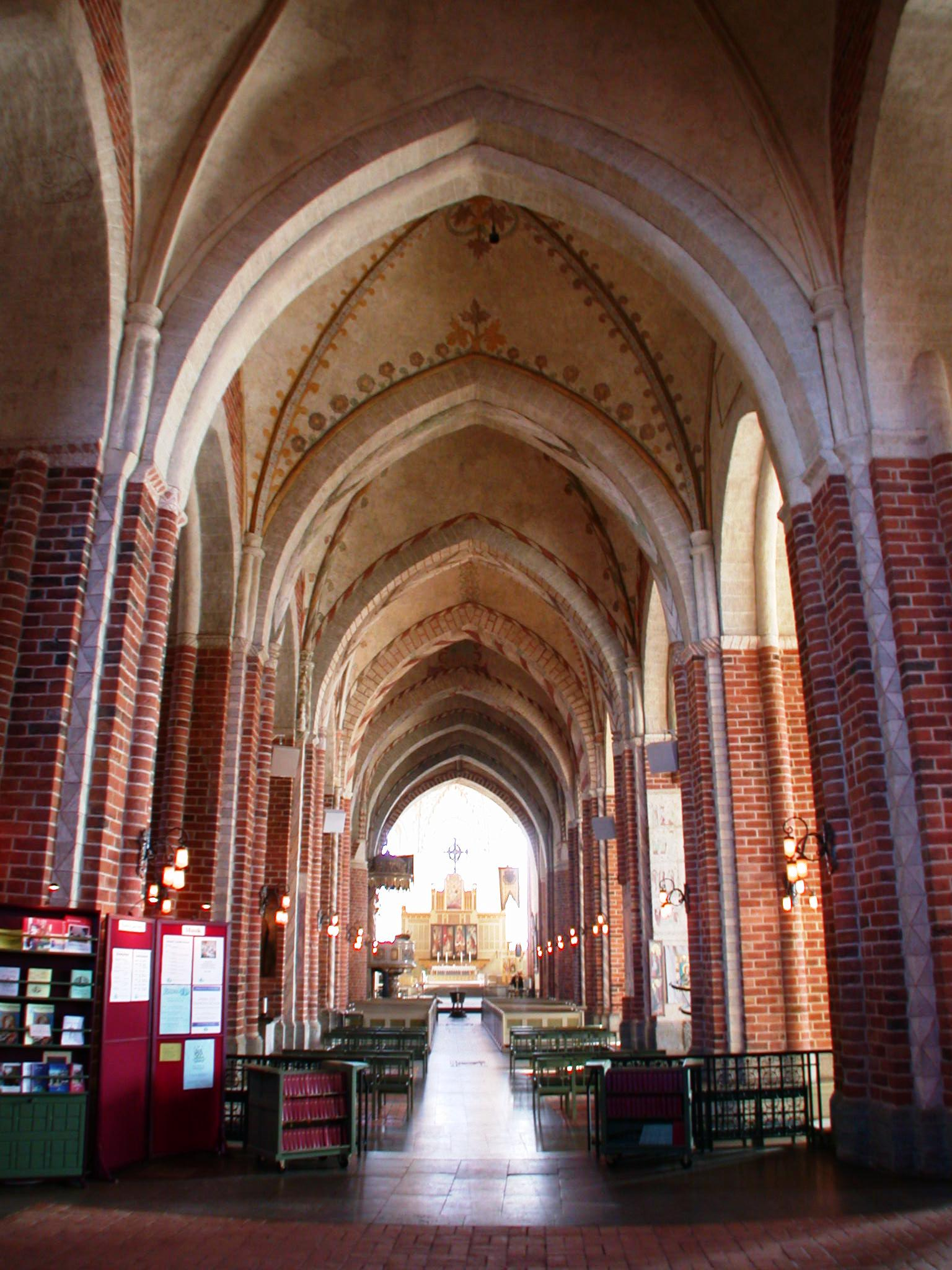
Navata
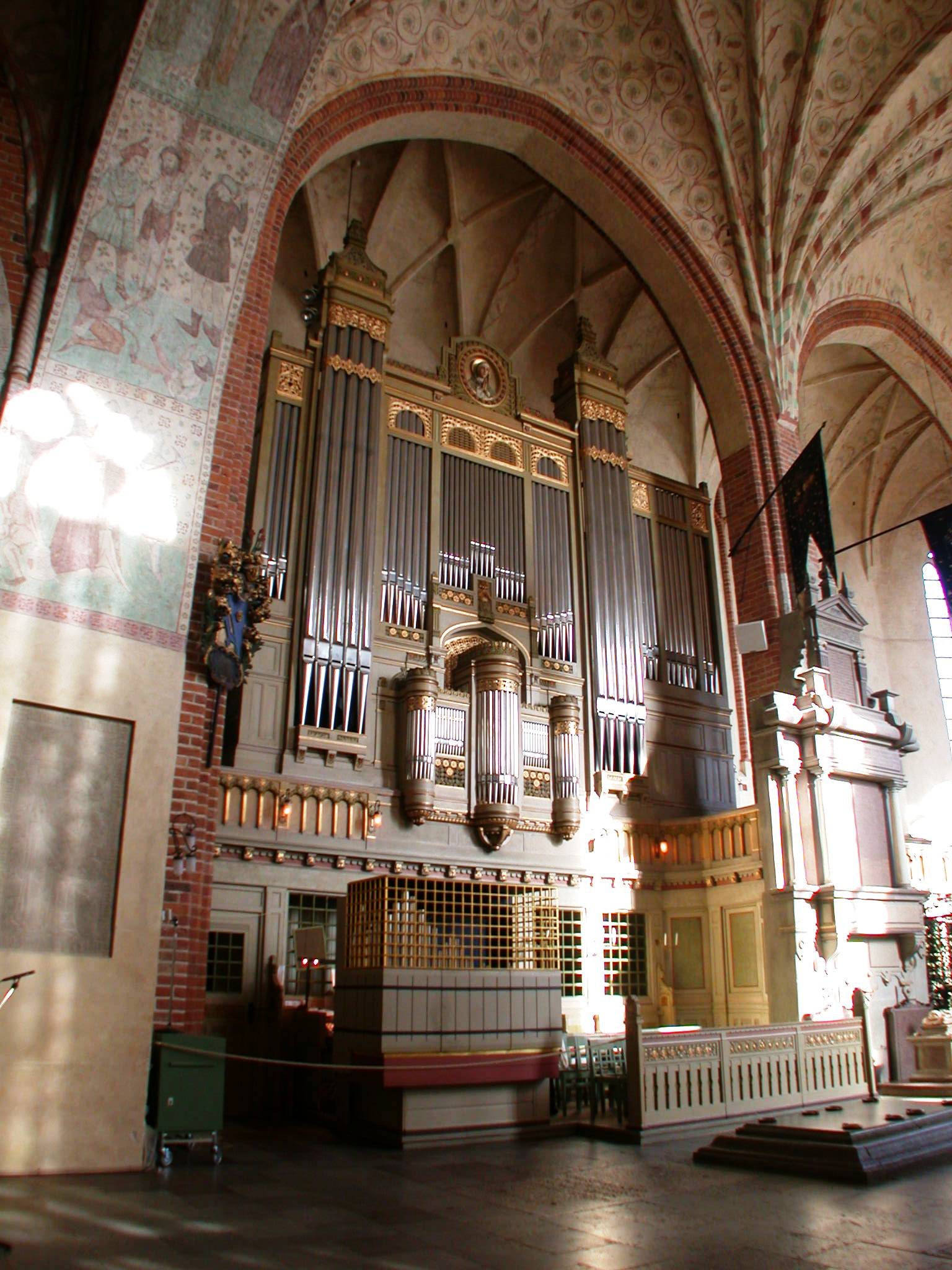
Organo del 1971
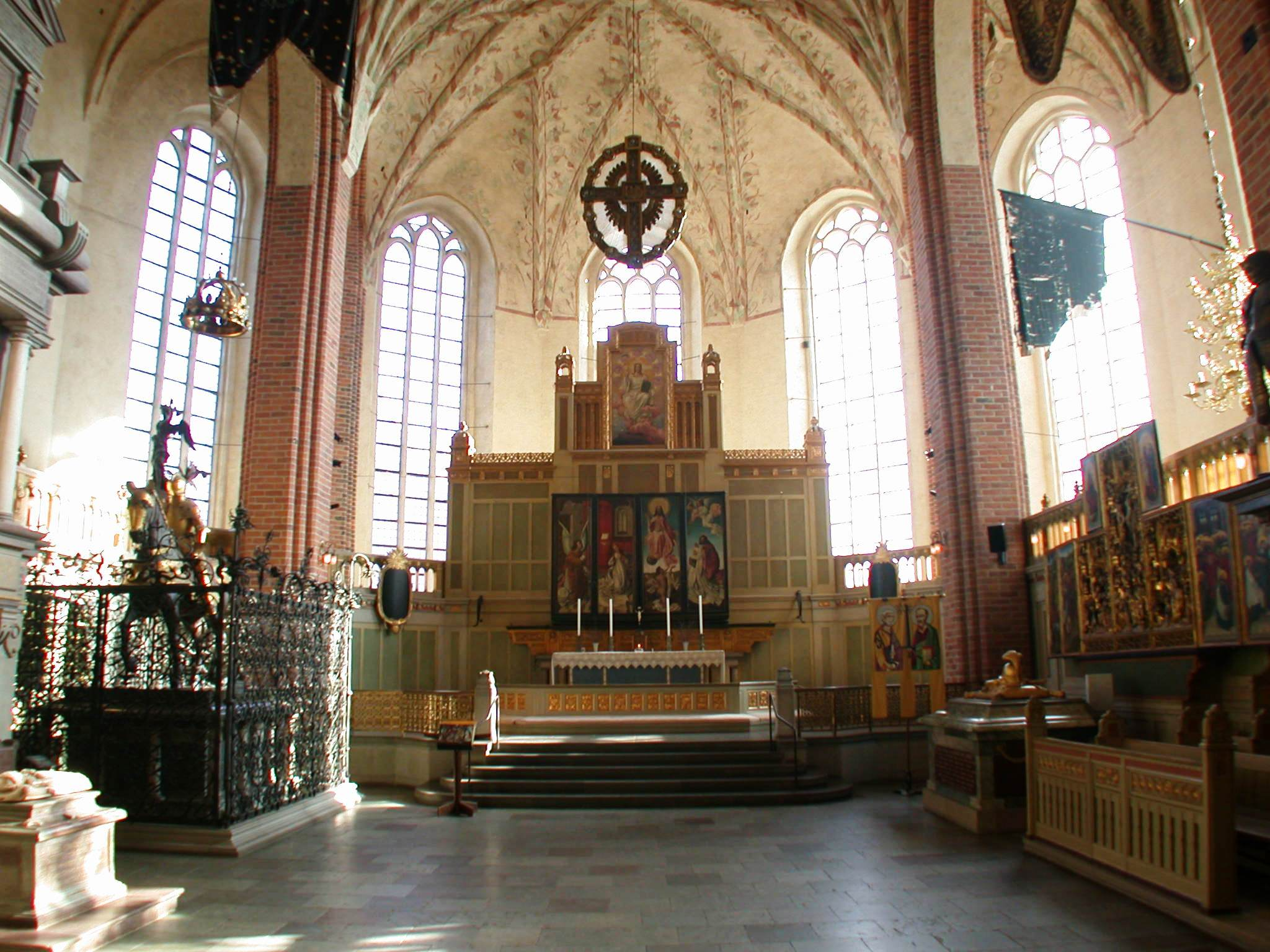
Coro
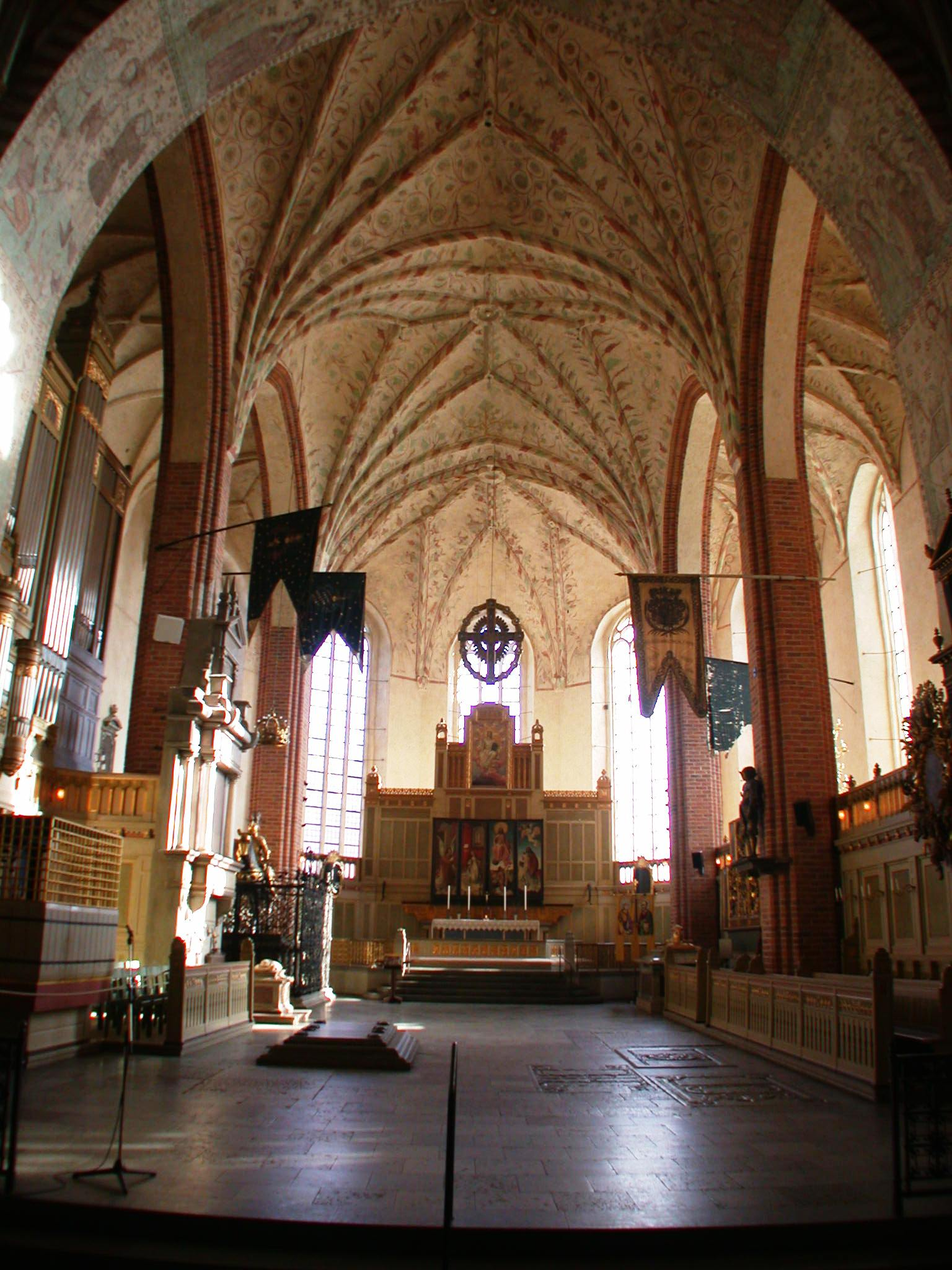
Volta a crociera
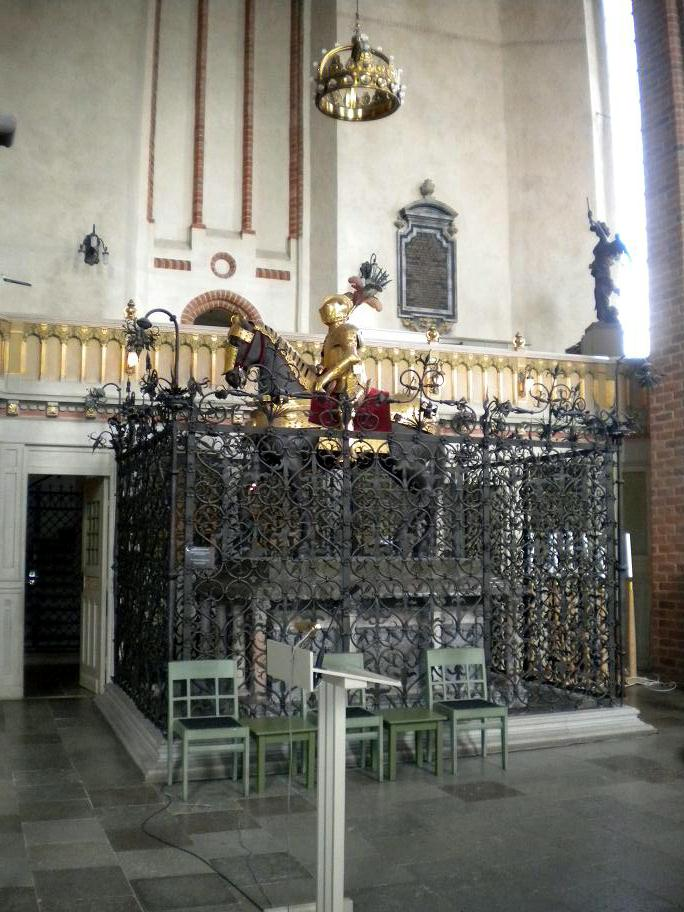
Tomba di Carlo IX di Svezia
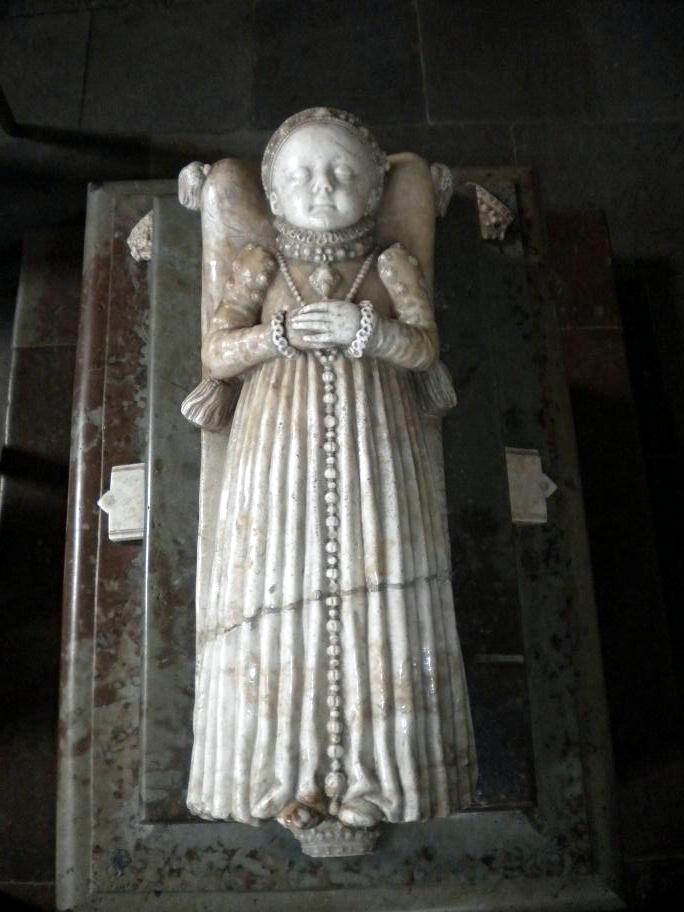
Tomba d'Isabella di Svezia